# Crkva sv. Petra Apostola i župni dvor u Veleševcu
Crkva sv. Petra Apostola i župni dvor je rimokatolička crkva u mjestu Veleševec, u općini Orle.

## Opis dobra
Župna crkva sv. Petra Apostola i župni dvor nalaze se u posavskom selu Veleševcu. Crkva predstavlja neogotičku interpretaciju srednjovjekovne crkve velikih dimenzija s obzirom na relativno malo naselje. Gradnja župnog dvora započela je 1868. godine. Riječ je o arhitektonski daleko slabijem ostvarenju od same crkve. Župna crkva sv. Petra Apostola u Veleševcu posebno je značajna kao primjer cjelovito očuvanog Gesamtkunstwerka iz razdoblja ranoga historicizma na ovim prostorima.

## Zaštita
Pod oznakom P-5827 zavedena je kao nepokretno kulturno dobro - pojedinačno, pravna statusa zaštićena kulturnog dobra, klasificirano kao "sakralna graditeljska baština".

## Vanjske poveznice
- Župna crkva svetog Petra u Veleševcu – Gesamtkunstwerk rane neogotike u hrvatskoj arhitekturi. Hrčak - Radovi Instituta za povijest umjetnosti. Vol. 33, Zagreb, 2009. str. 191 - 206.